# Discografia di Orietta Berti
Orietta Berti In Italia ha pubblicato 23 album, 6 EP, 55 singoli e 33 raccolte. Ha pubblicato anche in diversi paesi del mondo come Austria, Spagna, Portogallo, Svizzera, Francia, Grecia, Turchia, Jugoslavia, Paesi Bassi, Regno Unito, Stati Uniti d'America, Brasile, Argentina, Messico, Perù, Uruguay.

## Album in studio
- 1965 – Orietta Berti canta Suor Sorriso (Polydor, LPHM 46997)
- 1966 – Quando la prima stella (Polydor, LPHM 84523)
- 1967 – Orietta Berti  (Polydor, 184087)
- 1968 – Dolcemente  (Polydor, 184181)
- 1970 – Tipitipitì  (Polydor, 2449 001)
- 1971 – Orietta  (Polydor, 2448 001 L)
- 1972 – Più italiane di me  (Polydor, 2448 007 L)
- 1973 – Cantatele con me  (Polydor, 2448 013 A)
- 1974 – Così come le canto   (Polydor, 2448 032 A)
- 1975 – Eppure...Ti amo   (Polydor, 2448 046 A) - Album di cover
- 1976 – Zingari...   (Polydor, 2448 050 A)
- 1979 – Barbapapà  (Philips 6323 080, in coppia con Claudio Lippi)
- 1979 – Pastelli    (Polydor, 2448099)
- 1984 – Le mie nuove canzoni   (Ricordi, OB 84)
- 1986 – Futuro   (EMI, 64 2405041)
- 1989 – Io come donna  (CGD,	24 6140-1)
- 1989 – Le canzonissime di Orietta Berti  (CGD 2292 46256-1) - Album di successi riarrangiati
- 1992 – Da un'eternità  (CGD 9031 77135-1)
- 1996 – Per questo grande ed infinito amore  (Polydor – 531 136-2) (contiene due inediti e brani originali del periodo Polydor)
- 1999 – Incompatibili ma indivisibili  (Sony Music, Epic, MBO Music MBO 494256-2) - Album di cover e successi riarrangiati
- 2000 – Il meglio di Orietta - Vol. 1   (MBO, Epic, Sony Music	MBO 494456-2, 4944562000) - raccolta di successi riarrangiati
- 2000 – Il meglio di Orietta - Vol. 2  (MBO – MBO 494457-2, Epic, Sony Music – 4944572000) - raccolta di successi riarrangiati
- 2002 – Dominique  (Gapp Music S.A.S. – GAP 502317 2) - versione in CD di Orietta Berti canta Suor Sorriso, con nuovi arrangiamenti
- 2003 – Emozione d'autore  (Gapp Music, Sony Music – GAP 513475 2) - Album di cover con un inedito
- 2006 – Exitos latinos  (Gapp Music S.A.S. – GAP 513476-2) - Album di cover in spagnolo
- 2008 – Swing - Un omaggio alla mia maniera  (Gapp Music S.A.S. – GAP 513476-3) - Album di cover
- 2010 – Nonostante tutto... 45 anni di musica  (Gapp Music S.A.S. – GAP 513476-4) - Raccolta di successi riarrangiati
- 2015 – Dietro un grande amore - 50 anni di musica  (Gapp Music S.A.S. – GAP 513476-5) - Box raccolta di 5 CD con album di inediti
- 2021 – La mia vita è un film (Gapp Music S.A.S.) - Album di inediti
- 2022 – La mia vita è un film - 55++ anni di musica (Gapp Music S.A.S. – GAP 513476-9) - Box raccolta di 6 CD con inediti

## Raccolte
- 1969 – Successi di Orietta Berti
- 1970 – Orietta Berti
- 1972 – Stasera ti dico di no
- 1974 – Occhi rossi
- 1975 – Il ritmo della pioggia
- 1978 – Orietta Berti 1965/1975
- 1980 – Fin che la barca va
- 1980 – Le più belle canzoni popolari italiane
- 1983 – Le più belle canzoni popolari italiane - Vol. 2
- 1993 – Le più belle canzoni popolari
- 1996 – Una voce un cuore
- 1998 – Le più belle canzoni di Orietta Berti
- 1998 – "Io, tu e le rose" e altri successi
- 1999 – 2 album di Orietta Berti: Futuro/Le mie nuove canzoni
- 1999 – 2 album di Orietta Berti: Premiatissime/Io come donna
- 2002 – I successi di Orietta Berti
- 2006 – Le più belle canzoni di Orietta Berti
- 2006 – Superissimi - Gli eroi del juke box
- 2008 – Gli anni della Polydor - 1963/1978
- 2008 – Io, tu e le rose
- 2010 – Le canzoni di successo di Orietta Berti
- 2016 – Playlist
- 2019 – Orietta Berti Forever

## Singoli
- 1962 – Non ci sarò/Franchezza (Karim, KN 121)
- 1962 – Se non avessi più/Canzone di novembre (Karim, KN 122)
- 1963 – Serenata suburbana/I nostri momenti (Polydor)
- 1964 – Dominique/Io vorrei (Polydor)
- 1964 – Tutto è finito fra noi/Vai Bobby, vai (Polydor)
- 1964 – Perdendoti/Scorderai (Polydor)
- 1965 – Tu sei quello/Se per caso (Polydor)
- 1965 – Voglio dirti grazie/Le ragazze semplici (Polydor)
- 1966 – Io ti darò di più/La prima lettera d'amore (Polydor)
- 1966 – Alleluia/Ogni strada (Polydor)
- 1966 – Mi vestirò di blu/La mia musa (Polydor)
- 1966 – Quando la prima stella/Ritorna con il sole (Polydor)
- 1966 – Dove, non so/Una bambola inutile (Polydor)
- 1967 – Io, tu e le rose/Quando nella notte (Polydor)
- 1967 – Solo tu/Ritornerà da me (Polydor)
- 1967 – Io potrei/Per questo voglio te (Polydor)
- 1968 – Tu che non sorridi mai/Per tutto il bene che mi vuoi (Polydor)
- 1968 – Non illuderti mai/Amore per la vita (Polydor)
- 1968 – Se m'innamoro di un ragazzo come te/Dove, quando (Polydor)
- 1969 – Quando l'amore diventa poesia/Agli occhi miei non crederò (Polydor)
- 1969 – L'altalena/Lui, lui, lui (Polydor)
- 1969 – Un fiore dalla luna/Che t'importa se sei stonato (Polydor)
- 1969 – Una bambola blu/Se ne va (Polydor)
- 1970 – Tipitipitì/Osvaldo tango (Polydor)
- 1970 – Fin che la barca va/L'ultimo di dicembre (Polydor, 2060 005)
- 1970 – Ah, l'amore che cos'è/Ma ti penso, sai (Polydor)
- 1971 – L'ora giusta/Te l'ho scritto con le lacrime (Polydor)
- 1971 – Via dei ciclamini/Di giorno in giorno (Polydor)
- 1971 – Ritorna amore/Ma ti penso, sai (Polydor)
- 1971 – Città verde/Alla fine della strada (Polydor)
- 1972 – La vedova bianca/Semplice felicità (Polydor)
- 1972 – Stasera ti dico di no/Carmen (Polydor)
- 1972 – Ancora un po' con sentimento/Per scommessa (Polydor)
- 1972 – Come porti i capelli bella bionda/La Marianna/La bella Gigogin/Il cielo è una coperta ricamata (Polydor)
- 1972 – E lui pescava/L'orizzonte (Polydor)
- 1973 – La ballata del mondo/L'uomo che non c'era (Polydor)
- 1973 – Noi due insieme/Colori sbiaditi (il sapore che mi davi tu) (Polydor)
- 1974 – Occhi rossi (tramonto d'amore)/Per questo dissi addio (Polydor)
- 1974 – La bella giardiniera tradita nell'amor/Quattro cavai che trottano (Polydor)
- 1974 – Il ritmo della pioggia/L'amoroso (Polydor)
- 1975 – Eppure ti amo/Vita della vita mia (Polydor)
- 1976 – Omar/Sulla tua mano (Polydor)
- 1976 – Il canto del sudore/Oggi mi sposo (Polydor)
- 1977 – La nostalgia/Il bel tempo (Polydor)
- 1978 – Donna come mai (J'ai besoin de toi, J'ai besoin de lui)/Quelli erano i giorni (Those Were the Days) (Polydor)
- 1979 – Ecco arrivare i Barbapapà/Il paese di Barbapapà/L'opera delle rane (Philips 6025 229)
- 1980 – La balena/Settimo giorno (Cinevox SC 1150)
- 1981 – La barca non va più/Devi chiederlo a papà (Cinevox SC 1154)
- 1982 – America in/Trippy (Cinevox 	SC 1157)
- 1983 – Tagliatelle/Stella di mare (G & G Records GG 0033)
- 1986 – Futuro/Sai (EMI	06 2010677)
- 1986 – Senza te/Parla con me (EMI 06 2014987)
- 1992 – Rumba di tango (con Giorgio Faletti)
- 2021 – Quando ti sei innamorato
- 2021 – Lupin
- 2021 – Mille (con Fedez e Achille Lauro)
- 2021 – Luna piena
- 2023 – La discoteca italiana (con Fabio Rovazzi)
- 2024 – Una vespa in due (con Fiorello)
- 2025 – Cabaret (con Fabio Rovazzi e i Fuckyourclique)

## Partecipazioni
- 1984 – Premiatissima '84 - Le più belle canzoni italiane - Vol. 1, con i brani Come prima e Pensami
- 1984 – Premiatissima '84 - Le più belle canzoni italiane - Vol. 2, con i brani Nessuno al mondo

## Collaborazioni
- 1986 – Parla con me, con Umberto Balsamo nell'album Futuro
- 1989 – Com'è difficile con Umberto Balsamo nell'album Io come donna
- 1992 – Rumba di tango con Giorgio Faletti negli album Condannato a ridere di Giorgio Faletti e Da un'eternità di Orietta Berti
- 1997 – Il nostro concerto con Claudio Baglioni nell'album Anime in gioco
- 2019 – Boh! con Maurizio Ferrini
- 2019 – Cupamente con Mara Redeghieri nell'album Recidiva+
- 2020 – Merendine blu con gli Extraliscio e Lodo Guenzi
- 2022 – Il valzer del moscerino, con Cristina D'Avena nella raccolta di quest'ultima 40 - Il sogno continua

## Videografia
- 2015 – Dietro un grande amore
- 2016 – 'Na sera 'e maggio
- 2017 – Io potrei
- 2021 – Quando ti sei innamorato
- 2021 – Todo cambia (con Cristiano Malgioglio)
- 2021 – Mille (con Fedez e Achille Lauro)
- 2021 – Luna piena
- 2021 – Bianco Natale
- 2021 – Amazzonia (Piccolo Coro dell'Antoniano featuring Orietta Berti)
- 2023 – Il coraggio di chiamarlo amore
- 2023 – Diverso
- 2023 – La discoteca italiana
- 2024 – Una vespa in 2